# Gösta Hedén (jazzpianist)

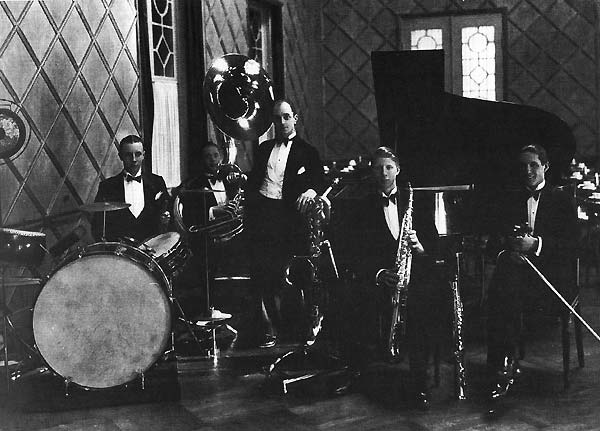
Gösta Hedéns jazzorkester på Trädgårdsföreningens restaurang i Göteborg. Framför flygeln bröderna Ove Rönn och Kai Rönn.

Gösta Harald Emanuel Hedén, född 9 mars 1905 i Domkyrkoförsamlingen i Göteborg, död 9 oktober 1936 i Matteus församling i Stockholm, var en svensk jazzmusiker (kapellmästare och piano).

## Biografi
Gösta Hedén arbetade på Nordiska Musikförlagets butik i Göteborg, där han bland annat spelade upp nya melodier för kunder som ville köpa noter. Han flyttade senare till Waideles butik och arbetade även där som song plugger.
Hedén betecknades som Göteborgs jazzkung på 1920-talet. Under Göteborgsutställningen 1923 spelade han med engelsmannen Jack Harris och därefter satte han ihop egna orkestrar, som trots olika sammansättning, alltid bar namnet Gösta Hedéns orkester. Hedén spelade överallt där jazzmusik förekom i Göteborg: Trädgårdsföreningen, Hotell Eggers, Lorensberg och Valand, liksom vid skeppsredarnas fester och sjösättningar. Förebilden musikaliskt var de engelska storbanden, främst Jack Hyltons. Man prioriterade dansbarheten och spelade efter tryckarrangemang. Utrymmet för improvisationer var därför inte stort.